# Spartans Uruguay
Spartans es un equipo de fútbol americano de  Montevideo (Uruguay), que actualmente compite en la Liga Uruguaya de Football Americano (LUFA).
Se fundó el 29 de agosto de 2009 tras la fusión de los equipos Sharks y Bulldogs.

## Historia
Fundado el 29 de agosto de 2009 por los jugadores de Bulldogs y Sharks, Spartans es uno de los dos equipos más nuevos de la liga, aparte de tener un plantel muy joven con un promedio de 22 años.
El primer campeonato se jugó tan solo a un mes de haberse formado, en ese campeonato se dio la primera victoria, un 30-6 frente a los campeones defensores Emperadores.
En el 2010 la Liga suspendió la actividad y el campeonato no pudo jugarse, sin embargo casi la mitad del plantel viajó a Argentina a disputar el Silver Bowl V con la selecciones uruguayas mayor y sub-21.
En el 2011 el equipo espartano terminó en el 3.er puesto del campeonato con un récord de 3-3.
Durante los campeonatos de 2012 y 2013, el equipo negro se ubicó en el 4.º puesto de la tabla, lo más destacado fue la victoria por 7-0 ante Barbarians.
En el 2013, Spartans llegó a la final del Campeonato Clausura, luego de vencer en playoffs 15-12 a Golden Bulls en un histórico partido que se definió en el alargue, cayendo en la final a manos de Barbarians, pero logrando la mejor campaña del equipo en su historia.

## Plantel actual[1]
1. Gonzalo RIZZO	-	Nº	3	LB / K
2. Joaquín TOLOSA	-	Nº	9	QB
3. Nicolás CARRASCO	-	Nº	11	WR
4. Guillermo POLADURA	-	Nº	12	WR
5. Sebastián BILCHE	-	Nº	13	FS
6. Agustín GARCÍA	-	Nº	16	LB
7. Martín FERREIRA	-	Nº	20	CB
8. Leonardo PICCIRILLO	-	Nº	21	HB
9. Diego BESTULFO	-	Nº	22	SS
10. Guzmán FREIGEDO	-	Nº	23	CB
11. Martín CERCHIARI	-	Nº	24	HB
12. Aldo FIERRO	-	Nº	26	FB
13. Leonardo BESTULFO	-	Nº	28	LB
14. Daniel GARRIDO	-	Nº	29	CB
15. José MARTINEZ	-	Nº	31	OL
16. Matías TISCORNIA	-	Nº	32	LB
17. Marcelo CHAPPOS	-	Nº	37	OL
18. Mauricio RODRIGUEZ	-	Nº	43	TE
19. Yamandú D'ELIA	-	Nº	44	LB / P
20. Martín MAGLIONE	-	Nº	45	OL
21. Julián PRIETO	-	Nº	52	LB
22. Michel TOLEDO	-	Nº	53	LB
23. Juan Pedro ARIN	-	Nº	56	DE
24. Mauro BALDUCCIO	-	Nº	59	OL
25. José Ignacio SIUTTO	-	Nº	60	OL
26. Gabriel LIMA	-	Nº	64	OL
27. Mathias MEDINA	-	Nº	69	TE
28. Santiago GARCIA	-	Nº	71	OL
29. Daniel CARREÑO	-	Nº	77	TE
30. Pablo CORREA SARQUIZ	-	Nº	81	WR
31. Ignacio FRANCO	-	Nº	82	WR
32. Ricardo POLADURA	-	Nº	83	WR
33. Gonzalo MARTINEZ	-	Nº	93	DT
34. Mathias NADER	-	Nº	99	DE